# グローバルスター
グローバルスター(Globalstar)は、衛星電話及び低速度データ通信を行う低軌道衛星コンステレーション及びその運営会社である。同様のサービスは、イリジウム社やオーブコム社の衛星システムも行っている。

## 沿革
グローバルスター・プロジェクトは、ロラール社とクアルコム社のジョイントベンチャーとして始まった。ローラル社とクアルコム社は、自ら以外にアルカテル社、エアタッチ社、ドイツエアロスペース社、ヒュンダイ社、ボーダフォン社を含めた8社が出資に参加して、「グローバルスターLP.」を結成したことを発表した。この会社の形態は、アメリカ合衆国においてリミテッド･パートナーシップと呼ばれるものである。18億米ドルの資金をもとにして、1998年には衛星システムは稼働を始めるだろうとグローバルスター社は考えていた。
グローバルスター社は、1995年1月に連邦通信委員会から周波数割り当てを獲得した。合衆国で獲得した周波数帯と同じものを使用する権利を得る為に、他の様々な主権国家との間で交渉は続けられた。
1998年2月に、最初の衛星が複数打ち上げられた。しかし、1998年9月の打ち上げの失敗が原因で、衛星システム全体を形成するのが遅れた。打ち上げは、ロシア連邦宇宙局が行ない12機の衛星が失われた。2000年2月までに、最終的に合計52機が打ち上げられた。52機の内4機が予備の衛星で、システムは48機の衛星で行われる。（予備衛星は当初の計画では8機としていた。）